# Emmaån
Emmaån är en å i den södra delen av Örebro län och norra delen av Östergötlands län. 
Ån börjar i småsjöarna söder om samhället Åsbro i Askersunds kommun och rinner därefter genom Storsjön och via sjöarna Övre och Nedre Gryten söder om samhället Hjortkvarn i Hallsbergs kommun. Därefter fortsätter den i sydöstlig riktning in i Östergötland, förbi Grytgöl till sjön Bönnern där den mynnar i Finspångsån. 
Den totala längden inklusive sträckan genom de olika sjöarna är c:a 45 km vid en total fallhöjd om 58 m. Emmaån-Finspångsån är en del av Motala ströms avrinningsområde. Ån rinner huvudsakligen genom skogsområden och är en populär kanotled med utmanande forspaddling.